# Querétaro
Querétaro è uno stato del Messico centrale. La sua capitale è la città di Santiago de Querétaro situata a circa 200 km da Città del Messico; nel parlare comune sia lo stato che la città vengono chiamati semplicemente "Querétaro". Lo stato di Querétaro (un tempo denominato Querétaro de Arteaga) confina a nord con lo stato di San Luis Potosí, ad ovest con il Guanajuato, ad est con l'Hidalgo, a sud-est con il Messico e a sud-ovest con il Michoacán. Lo stato ha un crescente indice di sviluppo industriale e imprenditoriale. Sul suo territorio esistono diversi siti UNESCO patrimonio dell'umanità e viene considerata la culla dell'indipendenza del Messico, essendo il luogo dove fu redatta la costituzione del 1917, ancora vigente.

## Etimologia
Ci sono differenti ipotesi sull'origine del toponimo Querétaro che oggi fa riferimento sia alla capitale che allo stato; la prima che derivi dalle parole di Lingua P'urhépecha: K'eri = grande, ireta = paese e rhu = luogo o K'erendarhu: k'erenda = dirupo e rhu = luogo quindi: "luogo di grandi pietre o dirupi". 
Un'altra origine preispanica dalla lingua otomí è: Nda Maxei, che significa "Il gran gioco della palla", come anche in lingua nahuatl.
Nel 2011 la parola Querétaro è stata scelta come la più bella della lingua spagnola, quando fu proposta dall'attore Gael García Bernal in un concorso organizzato dall'Instituto Cervantes.

## Società

### Evoluzione demografica
Abitanti censiti (in migliaia)

### Suddivisione amministrativa
| Codice INEGI | Municipio           | Capoluogo municipale  | Data di creazione | Popolazione (2015) | Area (km²) |
| ------------ | ------------------- | --------------------- | ----------------- | ------------------ | ---------- |
| 001          | Amealco de Bonfil   | Amealco               | 1824              | 62 197             | 710,90     |
| 002          | Pinal de Amoles     | Pinal de Amoles       | 1932              | 27 093             | 711,97     |
| 003          | Arroyo Seco         | Arroyo Seco           | 1932              | 12 910             | 726,89     |
| 004          | Cadereyta de Montes | Cadereyta             | 1824              | 64 183             | 1 349,98   |
| 005          | Colón               | Colón                 | 1923              | 58 171             | 810,39     |
| 006          | Corregidora         | El Pueblito           | 1931              | 143 073            | 234,35     |
| 007          | Ezequiel Montes     | Ezequiel Montes       | 1941              | 38 123             | 300,56     |
| 008          | Huimilpan           | Huimilpan             | 1941              | 35 554             | 388,31     |
| 009          | Jalpan de Serra     | Jalpan de Serra       | 1824              | 25 550             | 1 189,76   |
| 010          | Landa de Matamoros  | Landa de Matamoros    | 1941              | 19 929             | 719,15     |
| 011          | El Marqués          | La Cañada             | 1941              | 116 458            | 687,58     |
| 012          | Pedro Escobedo      | Pedro Escobedo        | 1941              | 63 966             | 323,27     |
| 013          | Peñamiller          | Peñamiller            | 1941              | 18 441             | 704,83     |
| 014          | Querétaro           | Santiago de Querétaro | 1824              | 801 940            | 740,93     |
| 015          | San Joaquín         | San Joaquín           | 1941              | 8 865              | 277,41     |
| 016          | San Juan del Río    | San Juan del Río      | 1824              | 241 699            | 766,94     |
| 017          | Tequisquiapan       | Tequisquiapan         | 1931              | 63 413             | 360,06     |
| 018          | Tolimán             | Tolimán               | 1824              | 26 372             | 680,51     |